# Doleschallia siamensis
Doleschallia siamensis är en fjärilsart som beskrevs av Hans Fruhstorfer 1912. Doleschallia siamensis ingår i släktet Doleschallia och familjen praktfjärilar. Inga underarter finns listade i Catalogue of Life.